# Tachina magica
Tachina magica är en tvåvingeart som beskrevs av Johann Wilhelm Meigen 1824. Tachina magica ingår i släktet Tachina och familjen parasitflugor. Inga underarter finns listade i Catalogue of Life.